# Antonello
Antonello  è un nome proprio di persona italiano maschile.

## Varianti
- Maschili
  - Ipocoristici: Nello[3], Tonello[4], Lillo.
- Femminili: Antonella[1][5][6]
  - Ipocoristici: Nella[3][5]

### Varianti in altre lingue
- Croato
  - Femminili: Antonela[5]

## Origine e diffusione
Si tratta di una forma vezzeggiativa (o diminutiva) del nome Antonio, ormai attribuita come nome a sé stante. Il nome è particolarmente diffuso in Sardegna, ma gode di una modesta diffusione anche nel resto d'Italia.

## Onomastico
Nessun santo porta il nome Antonello; l'onomastico generalmente ricorre lo stesso giorno di Antonio.

## Persone

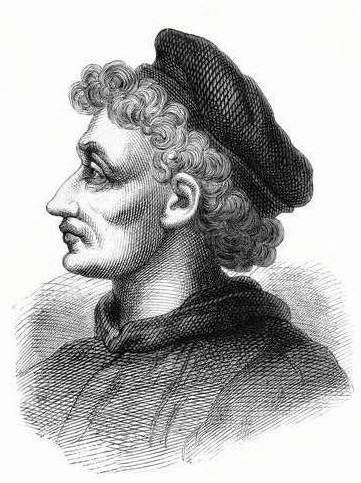
Antonello da Messina

- Antonello da Messina, pittore italiano
- Antonello Cabras, politico, ingegnere e insegnante italiano
- Antonello Cuccureddu, calciatore italiano
- Antonello Fassari, attore italiano
- Antonello Gagini, architetto e scultore italiano
- Antonello Trombadori, giornalista, critico d'arte e politico italiano
- Antonello Venditti, cantautore italiano

### Variante femminile Antonella

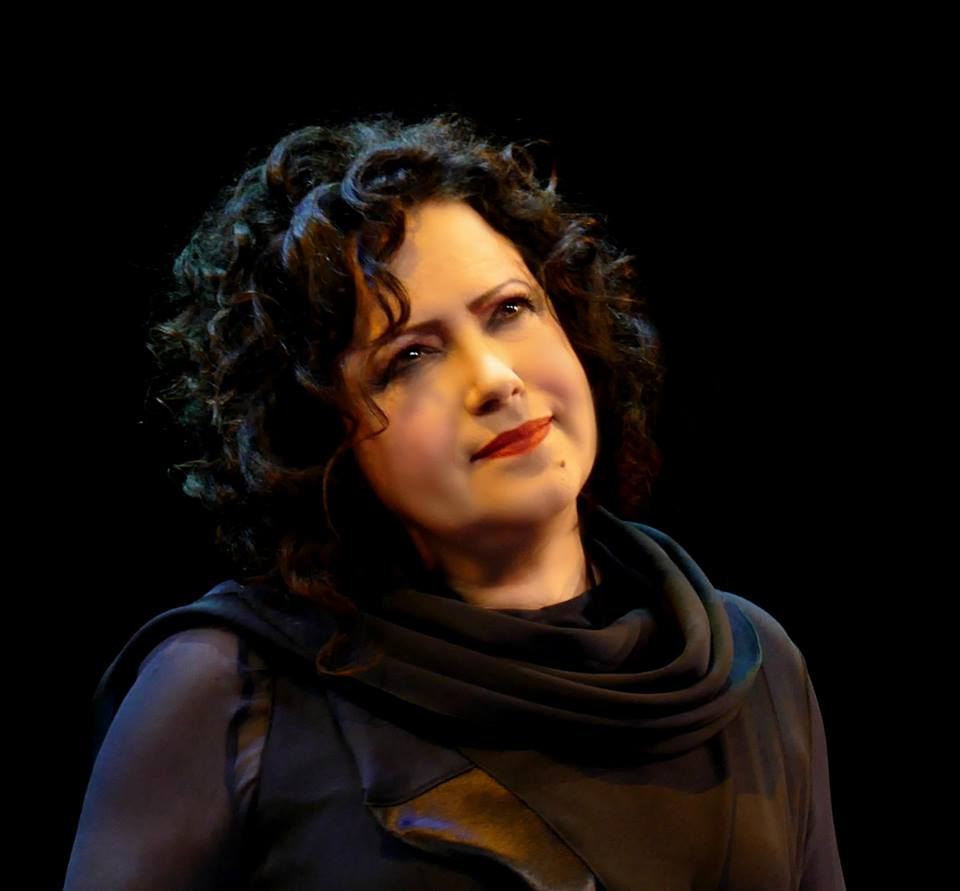
Antonella Ruggiero

- Antonella Bellutti, pistard, ciclista su strada e bobbista italiana
- Antonella Clerici, conduttrice televisiva italiana
- Antonella Elia, attrice e conduttrice televisiva italiana
- Antonella Lualdi, attrice e cantante italiana
- Antonella Ragno-Lonzi, schermitrice italiana
- Antonella Rinaldi, attrice e doppiatrice italiana
- Antonella Ruggiero, cantante italiana
- Antonella Steni, attrice italiana

## Il nome nelle arti
- Antonello è un personaggio del dramma di Vincenzo Padula Antonello capobrigante calabrese.
- Antonello Zumba è un personaggio del film del 2017 Omicidio all'italiana, diretto e interpretato da Maccio Capatonda.